# Episodi di Star Trek: Picard (prima stagione)
La prima stagione della serie televisiva Star Trek: Picard, composta da 10 episodi, è stata trasmessa sull'emittente televisiva statunitense CBS dal 23 gennaio al 26 marzo 2020.
In Italia è stata pubblicata sul servizio di streaming on demand Amazon Prime Video dal 24 gennaio al 27 marzo 2020.
| nº | Titolo originale          | Titolo italiano            | Prima TV USA     | Pubblicazione Italia |
| -- | ------------------------- | -------------------------- | ---------------- | -------------------- |
| 1  | Remembrance               | Ricordi                    | 23 gennaio 2020  | 24 gennaio 2020      |
| 2  | Maps and Legends          | Mappe e leggende           | 29 gennaio 2020  | 31 gennaio 2020      |
| 3  | The End is the Beginning  | La fine è l'inizio         | 5 febbraio 2020  | 7 febbraio 2020      |
| 4  | Absolute Candor           | L'assoluta verità          | 12 febbraio 2020 | 14 febbraio 2020     |
| 5  | Stardust City Rag         | Cronache di Stardust City  | 19 febbraio 2020 | 21 febbraio 2020     |
| 6  | The Impossible Box        | La scatola impossibile     | 26 febbraio 2020 | 28 febbraio 2020     |
| 7  | Nepenthe                  | Nepenthe                   | 4 marzo 2020     | 6 marzo 2020         |
| 8  | Broken Pieces             | A pezzi                    | 11 marzo 2020    | 13 marzo 2020        |
| 9  | Et in Arcadia Ego, Part 1 | Et in Arcadia Ego, Parte 1 | 18 marzo 2020    | 20 marzo 2020        |
| 10 | Et in Arcadia Ego, Part 2 | Et in Arcadia Ego, Parte 2 | 25 marzo 2020    | 27 marzo 2020        |

## Ricordi
- Titolo originale: Remembrance
- Diretto da: Hanelle M. Culpepper
- Scritto da: Akiva Goldsman, James Duff. Storia di: Akiva Goldsman, Michael Chabon, Kirsten Beyer, Alex Kurtzman e James Duff

### Trama
Circa vent'anni dopo gli avvenimenti che hanno portato al sacrificio del tenente comandante Data per salvare il capitano Picard dall'esplosione dell'astronave romulana Scimitar, l'ammiraglio Picard, dimessosi dalla Flotta Stellare e ormai novantaquattrenne, vive in Francia nella tenuta dei Picard a La Barre, assistito dai due Romulani Laris e Zhaban. Qui ha ricorrenti sogni riguardo al suo passato che lo tormentano: Picard si era dimesso dalla Flotta Stellare perché in disaccordo con la decisione di abbandonare i Romulani al loro destino quando il pianeta Romulus era stato distrutto dall'esplosione della supernova di Hobus, decisione presa in conseguenza di un attacco da parte di un gruppo di androidi ribelli alle colonie terrestri sul pianeta Marte.
Un giorno viene a fargli visita Dahj, dopo essere stata assalita da un gruppo di Romulani che avevano tentato di ucciderla. Ospitata per una notte, al mattino la ragazza è già sparita. Picard così, spinto da un suo sogno, si reca agli Archivi della Flotta Stellare dove scopre che Dahj era stata ritratta da Data ben trent'anni prima, in un quadro che l'androide aveva intitolato "Figlia". Qui viene raggiunto da Dahj che, nuovamente attaccata dai Romulani, viene uccisa. Picard allora si reca all'Istituto Daystrom, dove incontra la dottoressa Agnes Jurati da cui scopre che Dahj era un androide organico la cui rete neurale positronica era stata clonata da quella di Data e che ne sono state prodotte due gemelle identiche.
Su un sito di bonifica romulano, che si rivela essere un Cubo Borg, un Romulano di nome Narek incontra Soji, la sorella gemella di Dahj.
- Guest star: Brent Spiner (Data)
- Altri interpreti: Orla Brady (Laris), Jamie McShane (Zhaban)

## Mappe e leggende
- Titolo originale: Maps and Legends
- Diretto da: Hanelle M. Culpepper
- Scritto da: Akiva Goldsman

### Trama
Picard indaga sulla misteriosa vicenda di Dahj con l'aiuto di Laris, che gli rivela potrebbe trattarsi di una cospirazione romulana ordita dall'antichissimo ordine della Zhat Vash, che da sempre si oppone radicalmente all'intelligenza artificiale e che sembra sopravvivere all'interno della Tal Shiar, i servizi segreti romulani. Laris e Picard scoprono così l'esistenza di Soji, la sorella gemella di Dahj, che però non vive sulla Terra. Picard è costretto a rivolgersi all'ammiraglio Clancy per poter avere una nave, che però gli rifiuta la riammissione nella Flotta Stellare a causa dei suoi problemi di salute. Picard decide così di rivolgersi a una vecchia conoscenza, Raffi Musiker, per poter tornare a viaggiare nello spazio e raggiungere il Cubo Borg a bordo del quale si trova Soji.
- Altri interpreti: Orla Brady (Laris), Jamie McShane (Zhaban), Ann Magnuson (Ammiraglio Clancy)
- Alcune scene dell'episodio sono state riprese alle Vasquez Rocks, un parco naturale situato nella Sierra Pelona, nel Nord nella Contea di Los Angeles, in California, celebre per le caratteristiche rocce di arenaria e per essere stato più volte utilizzato come set per film e serie televisive.[4][5] In particolare la località è legata all'episodio della serie classica Arena, in cui viene utilizzata come ambientazione per il pianeta fittizio Cestus III, dove ha luogo il combattimento tra il capitano Kirk e il Gorn, tanto che la roccia su cui avviene lo scontro è stata ribatezzata "Kirk's Rock" (lett. "Roccia di Kirk") o "Gorn Rock" (lett. "Roccia del Gorn").[6][7][4][8][9] Il luogo è protagonista anche dell'episodio della sesta stagione della serie The Big Bang Theory, La spedizione di Bakersfield (The Bakersfield Expedition, 2013), in cui Sheldon, Leonard, Howard e Raj, diretti al Comic-Con di Bakersfield, passando per le Vasquez Rocks, decidono di fermarsi per farsi delle fotografie poiché vestono i costumi dell'equipaggio della serie The Next Generation (Leonard è Picard, Sheldon è Data, Howard è un Borg e Raj è Worf).[8] In questo episodio di Picard le Vasquez Rocks vengono utilizzate come ambientazione di una scena, facendole apparire per la prima volta come il luogo che realmente è.[4][10]

## La fine è l'inizio
- Titolo originale: The End is the Beginning
- Diretto da: Hanelle M. Culpepper
- Scritto da: Michael Chabon, James Duff

### Trama
Non conscia della sua vera natura, Soji continua a svolgere la propria attività sul Cubo Borg e attira l'attenzione del direttore esecutivo del progetto di ricerca, che consiste nel recuperare i droni Borg togliendo loro gli impianti e riportandoli alla propria individualità. Tra questi vi è un gruppo di Romulani, gli unici della loro razza assimilati dalla collettività, il cui recupero si è rivelato particolarmente problematico, dal momento che presentano tutti dei seri problemi mentali. Una donna romulana accusa Soji di incarnare la figura mitologica della "Distruttrice".
Picard è andato a far visita a Raffi Musiker, che però nutre del rancore nei suoi confronti, dato che è stata licenziata dalla Flotta Stellare quando Picard ha dato le dimissioni, in seguito al rifiuto della Federazione di soccorrere i Romulani. Ciononostante Raffi decide di aiutarlo, procurandogli la nave e il pilota che Picard le richiede.
Tornato a casa, a La Barre, Picard viene assalito dagli agenti romulani, che vengono però sconfitti grazie all'aiuto di Laris e Zhaban, oltre che dalla dottoressa Agnes Jurati, sopraggiunta all'ultimo istante uccidendo l'ultimo agente romulano superstite. La dottoressa Jurati chiede a Picard di unirsi alla sua missione per andare alla ricerca di Soji. Picard, ottenuto l'aiuto di un ex pilota della Flotta, Cristobal "Chris" Rios, parte a bordo della sua astronave La Sirena in compagnia di Raffi, unitasi all'ultimo istante per un passaggio, e alla dottoressa Jurati.
- Altri interpreti: Orla Brady (Laris), Jamie McShane (Zhaban)
- L'episodio contiene un omaggio all'episodio Arena della prima stagione della serie originale: una parte delle scene in esterni, dove vive Raffi Musiker, sono state girate alle Vasquez Rocks, celebre location di alcuni episodi di Star Trek e in particolare proprio dell'episodio Arena, in cui Kirk si scontra con l'iconico alieno rettiliforne Gorn.[11] Nell'episodio sono stati inoltre inseriti numerosi riferimenti al Gorn stesso, ma, in seguito ai tagli finali, ne è rimasto visibile soltanto uno: il nome Gorn appare nel database consultato da Raffi Musiker.[11]

## L'assoluta verità
- Titolo originale: Absolute Candor[3]
- Diretto da: Jonathan Frakes[12]
- Scritto da: Michael Chabon

### Trama
Picard convince Rios a fare una deviazione per il pianeta Vashti, dove 14 anni prima aveva aiutato a ricollocare dei rifugiati romulani prima dell'attacco degli androidi alla colonia terrestre su Marte. Si reca al tempio di Qowat Milat, dove le monache guerriere tengono un ragazzo di nome Elnor, di cui Picard era diventato amico durante l'infanzia. Picard chiede a Elnor, ora adulto, di aiutarlo nella sua ricerca. Elnor inizialmente si rifiuta, ma cambia idea quando Picard viene attaccato dai Romulani che covano del risentimento nei confronti della Flotta Stellare per averli abbandonati. Picard ed Elnor vengono teletrasportati nell'astronave La Sirena, dove Rios e Raffi stanno combattendo contro un locale signore della guerra. Una strana nave aiuta La Sirena a vincere la battaglia, ma viene irrimediabilmente danneggiata, ne teletrasportano il pilota a bordo, che si scopre essere l'ex drone Borg Sette di Nove, salvata a suo tempo dall'equipaggio della USS Voyager.
Nel frattempo, a bordo del Cubo Borg, Soji cerca di scoprire maggiori informazioni in merito all'astronave romulana assimilata dalla comunità Borg e riguardo alla leggenda della "Distruttrice". Narek si offre di aiutarla a recuperare informazioni sull'astronave, ma hanno dei malumori quando lui esprime dubbi riguardo al passato di lei. Narissa, sorella di Narek e sua superiora, gli dice che ha ancora una settimana per ottenere informazioni da Soji sugli altri "sintetici" superstiti, prima che lei passi ai propri, più drastici, metodi.
- Guest star: Jeri Ryan (Sette di Nove)

## Cronache di Stardust City
- Titolo originale: Stardust City Rag
- Diretto da: Jonathan Frakes
- Scritto da: Kirsten Beyer

### Trama
La Sirena arriva a Freecloud, dove Raffi scopre che il dottor Maddox, creatore delle gemelle androidi, è tenuto prigioniero da Bjayzl, una trafficante di biotecnologie Borg che intende venderlo alla Tal Shiar. L'equipaggio di Picard organizza il suo salvataggio, fingendo uno scambio con Sette di Nove, i cui impianti Borg sono particolarmente interessanti per Bjayzl. Durante la trattativa, però, Sette di Nove rivela le sue vere intenzioni: uccidere Bjayzl, che anni prima aveva rimosso senza anestesia gli impianti di Icheb, un ex Borg amico di Sette di Nove, cui lei aveva dovuto infliggere il colpo di grazia per limitarne la sofferenza.
Picard persuade Sette di Nove a rinunciare alla sua vendetta e Maddox viene teletrasportato a bordo dell'astronave La Sirena. Più tardi Sette di Nove torna da sola su Freecloud armata di fucili phaser e uccide Bjayzl. In infermeria Maddox racconta a Picard quello che sa su Soji e Dahj, spiegando che ha mandato la prima sull'artefatto romulano (il Cubo Borg) e la seconda sulla Terra per scoprire quali siano le vere motivazioni del bando degli androidi.
Lasciato da solo con la dottoressa Jurati, Maddox viene ucciso da questa che si giustifica dicendo «io vorrei non sapere quello che so». Nel frattempo Raffi, che era scesa su Freecloud per riappacificarsi con il figlio Gabriel, sposato con una donna romulana, rifiutata da questi è tornata a bordo dell'astronave.
- Guest star: Jeri Ryan (Sette di Nove)
- Altri interpreti: John Ales (Bruce Maddox), Necar Zadegan (Bjayzl)

## La scatola impossibile
- Titolo originale: The Impossible Box
- Diretto da: Maja Vrvilo
- Scritto da: Nick Zayas

### Trama
Soji ha dei sogni ricorrenti sulla sua infanzia che Narek crede possano rivelare quale sia il di lei pianeta natale. A bordo dell'astronave La Sirena, la dottoressa Jurati dice che Maddox è morto a seguito delle ferite riportate su Freecloud. Raffi persuade un suo contatto all'interno della Flotta Stellare a concedere a Picard un visto diplomatico provvisorio per poter accedere all'interno dell'artefatto romulano (il Cubo Borg). A bordo del cubo incontra Tugh che lo aiuta nel cercare Soji.
Narek nel frattempo aiuta Soji a dipanare le nebbie nella propria mente e i dubbi sulla propria identità, dopo aver scoperto che ogni suo ricordo e oggetto personale risalgono a non più di tre anni prima. Narek la aiuta a meditare con una pratica romulana, mentre la sorella Narissa spia segretamente la stanza. Nel sogno Soji vede sé stessa come una bambola, ma non riesce a vedere il volto del padre. Quando alza lo sguardo vede due lune in un cielo tempestoso. Questo è sufficiente per Narek e Narissa per poter individuare il pianeta e Narek decide così di uccidere Soji attivando la scatola da cui non si separa mai, che sprigiona un letale gas rosso.
Questo però attiva le istintive potenzialità di Soji, che fugge sfondando il pavimento a suon di pugni e viene aiutata da Picard e Tugh, sopraggiunti nello stesso momento, che la portano nella camera della regina del Cubo borg. Qui Tugh li teletrasporta sul pianeta Nepenthe con un congegno Borg, poco dopo essere stati raggiunti da Elnor, sopraggiunto in loro aiuto e che rimane sul cubo a difendere la loro fuga.
- Guest star: Jonathan Del Arco (Tugh)

## Nepenthe
- Titolo originale: Nepenthe
- Diretto da: Doug Aarniokoski
- Scritto da: Samantha Humphrey, Michael Chabon

### Trama
Picard porta Soji al pianeta Nepenthe, dove risiedono William Riker e Deanna Troi, che si sono sposati e che qui vivono con la figlia Kestra. Offrono riparo a Picard e Soji, che stringe amicizia con Kestra. Soji comprende di essere un'androide e ha problemi a fidarsi degli altri dopo il tradimento di Narek. Dai sogni di Soji, Kestra riesce a individuare il suo pianeta natale grazie all'aiuto di un amico di famiglia. Kestra riesce a convincere Soji a fidarsi di Picard.
Nel frattempo Narissa uccide diversi ex-Borg per convincere Tugh a rivelare dove ha nascosto Picard e Soji, ma questi non cede. Raggiunto da Elnor, Tugh viene ucciso da Narissa, mentre Elnor riesce a riparare nella camera della regina, attivando un SOS con un radiofaro lasciato da Sette di Nove a Picard in caso di bisogno.
L'equipaggio dell'astronave La Sirena deve fuggire da Narek, che riesce a tracciarli perché la dottoressa Jurati, dopo una fusione mentale con il commodoro Oh, era stata da questa convinta a ingoiare un tracciatore e ad agire per impedire la riattivazione di Soji. Perseguitata dal senso di colpa, la dottoressa Jurati si somministra una neurotossina così da finire in coma e disabilitare il tracciatore. La Sirena, sfuggita all'inseguimento di Narek, riesce così a raggiungere il pianeta Nepenthe e teletrasportare a bordo Picard e Soji.
- Guest star: Jonathan Frakes (William Riker), Marina Sirtis (Deanna Troi), Jonathan Del Arco (Tugh)
- Altri interpreti: Lulu Wilson (Kestra)

## A pezzi
- Titolo originale: Broken Pieces
- Diretto da: Maja Vrvilo
- Scritto da: Michael Chabon

### Trama
Un flashback mostra l'iniziazione di Narissa nello Zhat Vash su un pianeta con otto soli: sperimenta l'Ammonizione, un avvertimento del pericolo della vita sintetica lasciato da una razza estinta da tempo. La maggior parte delle aspiranti impazziscono a causa della visione che dà il congegno, ma Narissa mantiene la sua sanità mentale.
L'incontro con Soji suscita ricordi dolorosi a Rios: alla fine confida a Raffi che Soji assomiglia a uno dei due esseri che il suo capitano, Vandermeer, fu incaricato di uccidere dal Reparto sicurezza dalla Flotta Stellare; Vandermeer obbedì al crudele ordine ma si suicidò poco dopo;  Rios irradiò gli esseri nello spazio e insabbiò tutto. Raffi e Chris si rendono conto che i due erano sintetici del pianeta di Bruce Maddox. Jurati si sveglia e ammette di aver ucciso Maddox, spiegando la visione che Oh le ha dato; promette di non danneggiare mai Soji. Raffi spiega la sua deduzione che dietro l'attacco dei synth su Marte ci fossero gli Zaht Vash. Soji traccia un percorso per il suo pianeta natale attraverso un tunnel transwarp dei Borg; La Sirena è seguita dalla nave di Narek. Sull'artefatto, Sette salva Elnor; si interfaccia poi con la cellula della Regina per usare i droni Borg a bordo del cubo per provare a riprendere il controllo, ma Narissa getta la maggior parte dei droni nello spazio e invia una flotta sul pianeta di Soji.
- Guest star: Jeri Ryan (Sette di Nove)

## Et in Arcadia Ego, Parte 1
- Titolo originale: Et in Arcadia Ego, Part 1
- Diretto da: Akiva Goldsman
- Scritto da: Michael Chabon e Ayelet Waldman

### Trama
Picard e il suo equipaggio usano il condotto transwarp Borg per arrivare prima della flotta romulana al pianeta natale di Soji, Coppelius. Dopo l'arrivo, Narek inizia a sparare contro La Sirena che risponde al fuoco e sembra avere la meglio. Picard ordina di teletrasportare Narek a bordo, ma l'astuto Romulano li inganna grazie all’utilizzo di un proiettore olografico e si prepara a utilizzare i disgregatori per finirli; in quell’istante esce dal tunner anche il cubo/artefatto Borg. Raffi rileva improvvisamente cinque oggetti in arrivo dalla superficie, che sembrano gigantesche orchidee; avvolgono La Sirena, la nave di Narek e il cubo, portandoli sulla superficie del pianeta. L'equipaggio della Sirena scopre gli abitanti sintetici del pianeta e incontrano Altan Inigo Soong, il figlio di Noonian Soong, il creatore di Data. Narek viene fatto prigioniero. Una dei sintetici, Sutra, è identica a Soji; ella è gemella di Jana, l'androide che il cap. Vandermeer fu costretto a uccidere. Sutra ha imparato la tecnica di fusione mentale vulcaniana, e fondendosi con la drs. Jurati scopre che l'Ammonizione è un avvertimento non della razza estinta, bensì di sintetici altamente avanzati che, se chiamati, difenderanno i loro compagni androidi contro le minacce da forme di vita organiche. Picard cerca di convincere i sintetici a seguirli nella Sirena e abbandonare il pianeta, ma la rancorosa Sutra escogita un piano per attuare i suoi propositi: evocare le "entità sintetiche" per far sterminare ogni forma di vita organica ostile alla vita sintetica. Uccide quindi una sua "sorella" e fa ricadere la colpa su Narek, facendolo evadere deliberatamente per convincere gli altri sintetici della pericolosità degli organici. Picard viene arrestato; Agnes invece ottiene la libertà offrendo la sua collaborazione al dr. Soong che vuole creare un androide su cui trasferire una coscienza umana.
- Guest star: Jeri Ryan (Sette di Nove)

## Et in Arcadia Ego, Parte 2
- Titolo originale: Et in Arcadia Ego, Part 2
- Diretto da: Akiva Goldsman
- Scritto da: Michael Chabon, Akiva Goldsman

### Trama
Mentre sul relitto del cubo/artefatto Borg Narek discute con la sorella Narissa, Raffi e Chris cercano di riparare La Sirena: l'ex ufficiale della Flotta ci riesce utilizzando un congegno precedentemente dato a Raffi da Saga. Narek offre la sua collaborazione ai due per distruggere il radiofaro in costruzione con cui i sintetici indendono richiamare i "supersynth". Con uno stratagemma i tre, accompagnati da Elnor, riescono a penetrare nella città degli androidi. Agnes riesce a fare evadere Picard e i due fanno ritorno alla Sirena, con cui decollano per cercare di rallentare la flotta romulana fino all'arrivo della Flotta Stellare: con lo stesso congegno utilizzato da Rios per riparare La Sirena, la dottoressa Jurati riesce a simulare una flotta di "Sirene" con lo scopo di distrarre i Romulani. Nel cubo/artefatto, Narissa punta le armi contro di loro ma viene neutralizzata e uccisa da Sette. Il capitano dell'ammiraglia della Flotta, Riker, che aveva nel frattempo chiesto il momentaneo reintegro al servizio, intima alla commodoro Oh (in realtà rivelatasi un generale romulano) la ritirata, ma ella ordina il combattimento contro la ben più armata Flotta della Federazione. Poco prima dello scontro, Picard riesce a convincere Soji a spegnere il radiofaro, con cui stava aprendo un varco nello spaziotempo dal quale si affacciavano minacciose delle inquietanti supercreature sintetiche. La flotta romulana si ritira. Lo sforzo costa a Picard l'aggravarsi della sindrome cerebrale di cui soffriva da tempo: Soji, disperata, lo teletrasporta sulla superficie del pianeta, ma l'ammiraglio spira fra le braccia di Raffi e degli altri amici. La sua coscienza viene però preservata da Soong e Jurati trasferendola nel corpo sintetico creato dal dottor Soong. Durante il trasferimento, Picard incontra il comandante Data in una simulazione quantica (un sogno): il generoso ex ufficiale androide chiede al suo vecchio capitano e amico di terminare la sua coscienza, ricostruita da Soong prelevandola da B-4, il fratello di Data, su cui egli aveva trasferito i propri ricordi, riuscendo infine ad ottenere, con la sua morte, ciò che aveva sempre inseguito: l'umanità.
Picard, Rios, Raffi, Soji, Sette, Elnor e Agnes si allontanano infine a bordo de La Sirena.
- Guest star: Jeri Ryan (Sette di Nove), Brent Spiner (Data), Jonathan Frakes (William Riker).